# Derweze
Derweze (tiếng Turkmen: Cổng, hay còn gọi là Darvaza) là một làng với dân số khoảng 350 người ở Turkmenistan, nằm giữa sa mạc Karakum cách Ashgabat 260 km về phía bắc.

## Mỏ khí "Cổng Địa ngục"

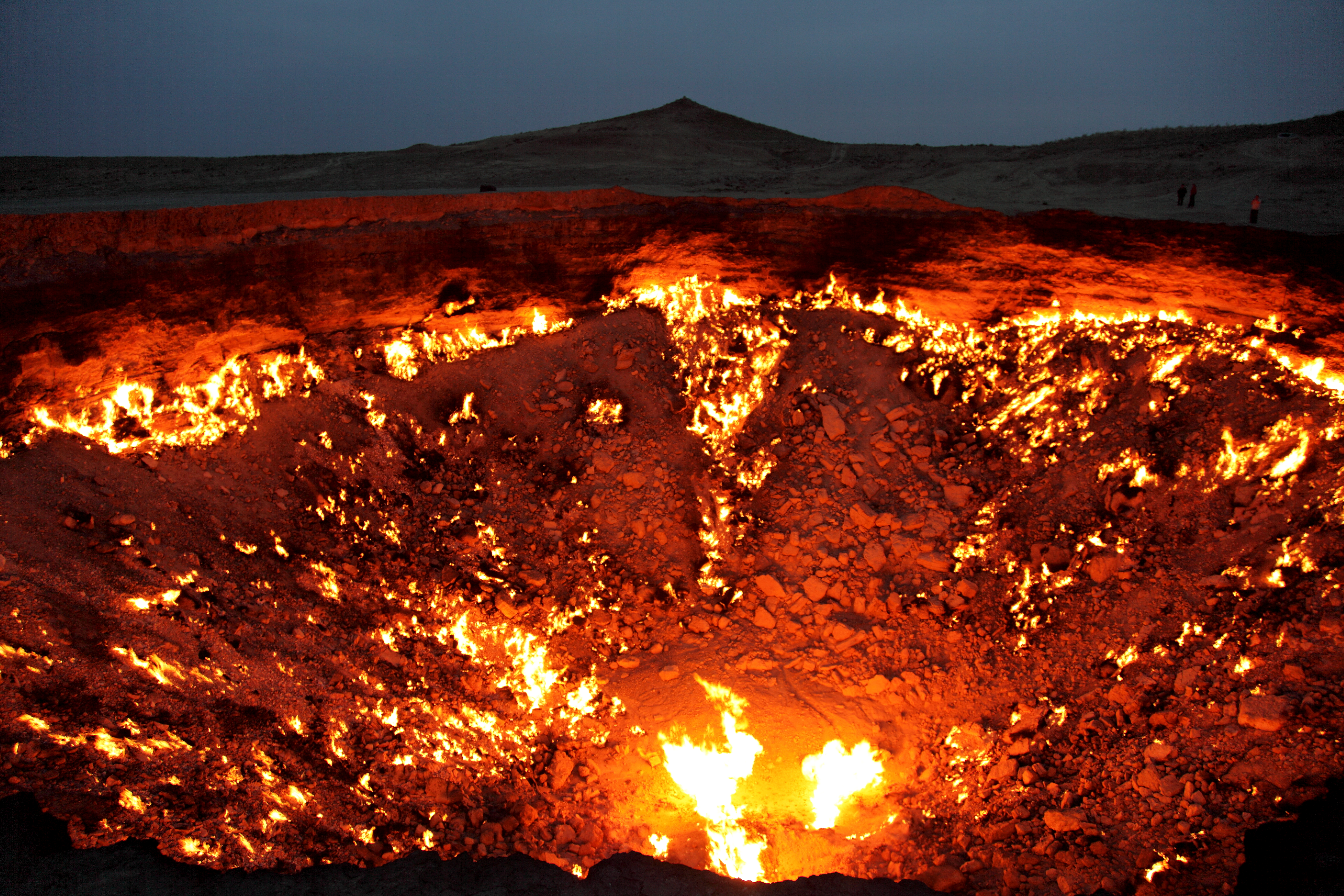
Mỏ khí vào ban đêm, 2010.

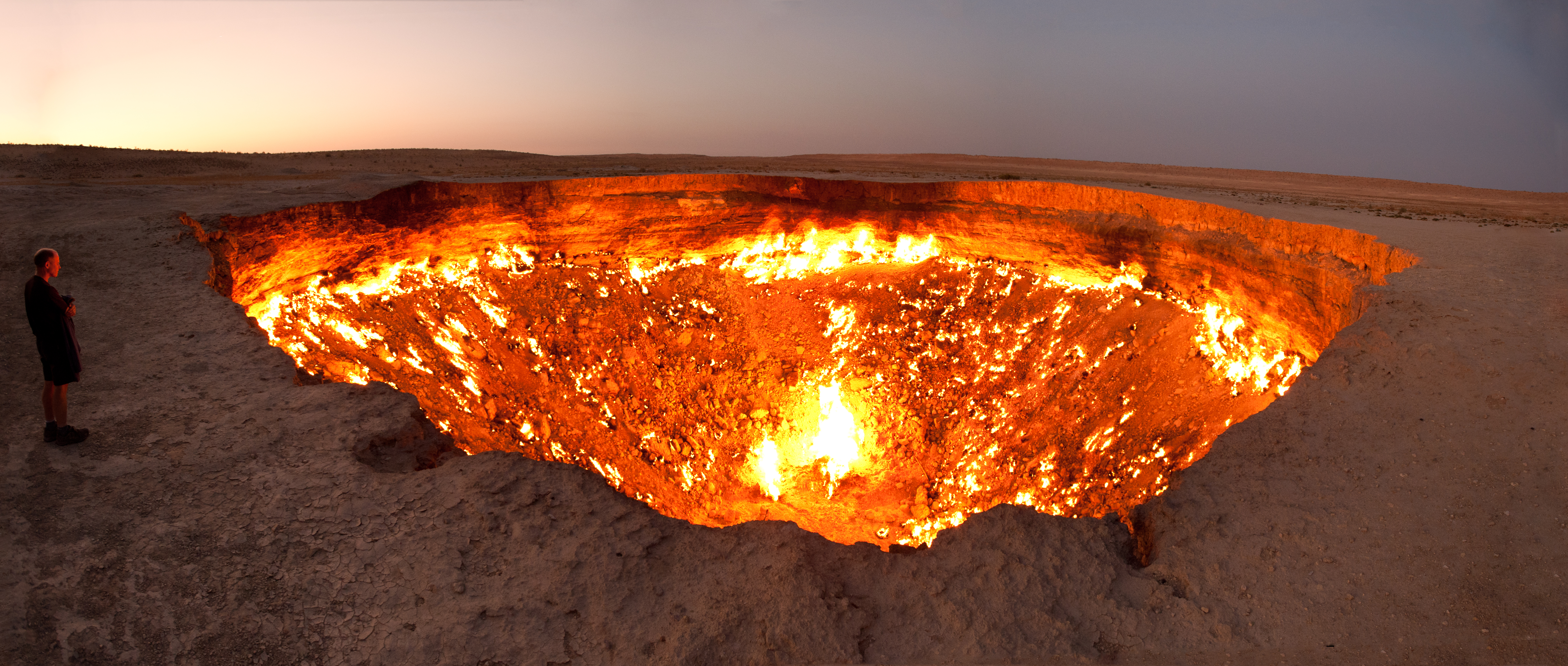
Ảnh toàn cảnh mỏ khí đang cháy, 2011.

Khu vực Derweze area rất giàu khí thiên nhiên. Trong khi tiến hành khoan năm 1971 các nhà địa chất Liên Xô đã khoan vào một túi khí. Mặt đất bên dưới dàn khoan bị đổ sụp tạo thành một hố lớn với đường kính 70 mét (230 ft) ở vị trí 40°15′10″B 58°26′22″Đ / 40,25264°B 58,43941°Đ. Để tránh khí rò rỉ gây ngộ độc, người ta đã quyết định cách tốt nhất là đốt nó. Các nhà địa chất hy vọng rằng dùng lửa sẽ đốt cháy toàn bộ khí trong vài ngày, tuy nhiên đám cháy này đến nay vẫn chưa kết thúc. Người dân nơi đây gọi hố này là "Cánh cửa đến địa ngục".